# ناتاليا أوريرو
ناتاليا أوريرو (بالإسبانية: Natalia Marisa Oreiro Iglesias) هي ممثلة ومغنية وراقصة ومذيعة ومصممة أزياء وعارضة وسيدة أعمال من الأوروغواي، ولدت يوم 19 مايو 1977 بالعاصمة مونتفيدو. رشحت لجوائز الغرامي اللاتينية بألبوم «تو فينيو»، واختيرت لتكون سفيرة اليونيسف للنوايا الحسنة في ريو دي لا بلاتا. قضت جزءا كبيرا من حياتها المهنية في الأرجنتين. بدأ مشوارها الفني كممثلة في العديد من مسلسلات التيلينوفيلا اللاتينية، والأفلام السينمائية.
وقد بدأت عملها الموسيقى من خلال فيلم روائى طويل في نيويورك (كيو سى، كيو سى)، وبدأت أول ألبوم مزدوج أيضا في الأرجنتين مع هذا الفيلم، وفازت بالعديد من الجوائز الذهبية  من اليونان، إسرائيل، سلوفينينا عن هذه الأعمال.
وظهر ثانى ألبوم لها والمعروف بأسم (تو فينونو) في الأرجنتين في عام 2000 ، اما في عام 2002  فحصلت على الجائزة الذهبية الثانية. وقد أختيرت ناتاليا في المنتخب الوطنى لكرة القدم في بطولة العام (العرابة) بالأسبانية: (madrina) ، وفي عام 2006 حصلت على جائزة مارتن فيرو كأفضل ممثلة مسرحية كوميدية وذلك من خلال تمثيلها في مجموعة اسبيرانزا مونيزو. وفي عام 2010 اخترتها مجلة اسكواير (كأفضل امرأة جاذبية وسحرا في العالم )

## السنوات الأولى
ناتاليا هي ابنة كارلوس أوريرو بوجيو، مابيل ايغليسياس بوارى، وبدأت في سن صغيرة تظهر في اعلانات الماركات العالمية مثل: كوكاكولا، بيبسى، جونسون. وعندما بلغت عمر الرابعة عشر بدأت في دراسة الدراما والألتحاق بدروسها. وانضمت بعدها في سن الخامسة عشر إلى واحد من أكثر المعارض اهمية في أمريكا الاتينية، وحصلت على المركز الأول. وعندما بلغت سن السادسة عشر انتقلت من الأوروغواي إلى الأرجنتين، وقررت مواصلة مسيرتها الفنية هناك.
وببلغوها سن السابعة عشر قدمت العديد من الأدوار في ام تى في، في جى. وفي عام 1995 قامت بتمثيل دور البطولة بمسلسل من سلسلة دولسى انا. وكانت ناتاليا واحدة من أهم الفنانات المسرحيات الذين وضعوا في قائمة عام 1996، وقامت بتمثيل دور فاليريا. وقد قامت بعدها في عام 1997 بتمثيل مسلسل ريكوس فامسوس، والذي انتشر في العديد من البلدان ومن بينهم الأرجنتين. اما في العام المقبل لذلك، فقد حصلت على البطولة الشبابية الأولى، وظهرت امام الجمهور لأول مرة عام 1998 في نيويورك وذلك بتمثيلها فيلم شبابى أرجنتينى. وأصبح هذا الفيلم بعد عام 1998 من أكثر الأفلام مشاهدة بعد فيلم تيتانك في الأرجنتين. وعدد مشاهدى الفيلم وصل إلى 1.634.702 شخص.

### الألبومالأول ومونيكا برافا
وبعد هذا الفيلم الذي حقق ضجة عالية ظهر أول ألبوم يحمل أسمها وعرضته على المسرح بعد ذلك. وقد تم بيع هذا الألبوم في 35 دولة من تركيا، أمريكا، إسرائيل. وكانت أول أغنية خرجت من هذا الألبوم كان (كامبيو دولور)، وهي نفس الأغنية التي اختيرت للعمل عليها كفيديو كليب.
وبالأضافة إلى ذلك فقد كانت من أبرز الأغانى في هذا الألبوم (مى ميرو دا أمور)، (فينجو ديل مار)، (كيو سى، كيو سى). وكان أول فيلم روائى طويل مثلته هو أن أرجتينو، وضافت اليه أغنية (كيو سى، كيو سى) من ألبومها الجديد الذي يقدم بنيويورك. وبذلك فقد أعلنت السى ان ان عن ان هذا الالبوم من أكثر 100 ألبوم  نجاحا هذا العام.
وقد كانت أغنية (كامبيو دولور) فقد كانت الأغنية التي تسمع في فترات الذروة كل يوم في بلاد الأرجنتين، وبلاد شرق أوروبا، وكانت أغنية (الولد الجميل /مونيكا برافا) (1988-1999) هي الأغنية التي تستخدم كتتر للعديد من المسلسلات. وقد مثلت ناتاليا في هذا المسلسل بعد دور ميلاجروس وهي الفتاة التي تم التخلى عنها وتركها بعد ولادتها. وقد انتشر هذا المسلسل في 63 دولة وخاصة (الأرجنتين، فرنسا، شيلى، بيرو، إسرائيل، المجر، بولندا، روسيا)، وترجمت وانتشرت ب 23 لغة.
وقد حصلت على العديد من الجوائز العالمية مثل (أفضل ممثلة مسرحية) من خلال جائزة مارتين فييرو في عامى 1998,1999 عن مسلسل مونيكا برافا. وقد أختيرت (المرأة الأشهر لهذا العام) من خلال تقرير الترفيه التلفزيونى 

### فترةتو فيونو
واستمرت ناتاليا أوريرو على نفس مسيرتها الموسيقية في ألبومها الثانى، وقدمت الأغانى الموجودة بالألبوم في مهرجانات (جالا دى لا هيسيندد)، (جالا دى مورسيا)، (مهرجان دى لا كالى 8). وبجانب الأغانى التي حطمت الرقم القياسى بألبوم تو فيونو، وفضلا عن موسيقى البوب الاتينية، فقد عملت على الجمع بين موسيقى البوب، وبين الايقاعات الاتينينة التقليدية  ، وأصبح ألبوم متنوع بذلك. وقد ظهر بالألبوم أغانى مثل: (ريو دى لا بلاتا)، (كومو تى أولفيدو) وكانت أكثر الأغانى شهرة في الألبوم. وقامت بعمل فيديو كليب لهذه الأغانى. وقد استخدمت ناتاليا أوريرو شكل الألبوم على شكل أبيات شعرية.
وقد قدمها الدون فرانسيسكو بشكل ناجح بعد صدور ألبومها في البرنامج التلفزيونى المرموق سابدو جيغانتى الدولى. وفي عام 2002 فقد أختيرت (كملكة العام)  في مهرجان فينيا ديل مار الدولي للموسيقى المقام بتشيلي. وبالأضافة إلى ذلك فقد رشحت إلى جوائز جرامى الاتينية، كأفضل صوت نسائى بهذا الألبوم لهذا العام، ولكن حصلت على جائزة كريستينا أغيليرا على هذا الألبوم. وبذلك كانت هي الموسيقية والمغنية الأولى من الأوروغواي  التي ترشح لهذه الجوائز وتحصل عليها. وبعدها ذهبت ناتاليا الي روما من اجل تصوير اخر فيديو كليب للألبوم (كومو تى ألفيدو). وقد تم تصوير هذا الكليب في قلعة دراكولا والذي قام بتصويره تيودور غيروغيو.

### زواجها
وفي 31 ديسمبر 2001 تزوجت سريا بريكادو مولو المغنى الرئيسى لفرقة الروك الشهيرة بالأرجنتين، وقد تم عقد الزواج في جزيرة فرناندو دى نورونا.

### فترةتورمالاينا
وبعد نجاح أول ألبومين لناتاليا أوريرو أصدرت الألبوم الثالث لها وهو تورمالاينا، وقد قدمها المنتج الشهير كيكى سانتاندر إلى المسرح في عام 2002. وقد تقدمت ناتاليا إلى الجمهور ومستمعيها بتصميم وشكل بطل السوبر، وكانت لأول مرة في هذا الالبوم تأليف كلماته بنفسها. ومن خلال الجولة الطويلة التي قامت بها ناتاليا، فقد قامت بدبلجة هذا الألبوم في العديد من الدول مثل أمريكا، روسيا، الأوروغواي، والأرجنتين.
ومن خلال ألبوم تورمولينا قد قامت بتقديم العديد من الأغانى على نمط السبعينيات والثمنينيات بوضع لمسات البوب والروك المشهورة والتقليدية، وبذلك حصلت أوريرو على مكانة خاصة في ديسكجرفى. وكانت أول أغنية صدرت لها وقامت بغنائها من هذا الألبوم (لن أقول لكم ما تريدوا ان تسمعوه).
قامت ناتاليا بمحاولة كتابة أول اغانيها من خلال هذا الألبوم (أجنحة الحرية / ألاس دى لبيرتاد)، وقد قامت بكتابة أغنية (مارس «البحر») وذلك من خلال استماعها إلى قصة صديقها البحار وطريقة وصفه للحياة الحقيقية، وكتبت أيضا (جياندو «السقوط»)، وقدمت العديد من الأغانى من خلال المسلسل التلفزيونى الشعبى للموسيقى عام 2002 (كويستا أريبا، كويستا أباجو)، وكتبت أغنية وطنية لكأس العالم (باسيون كالاستا) وكانت من أكثر الأغانى نجاحا في الألبوم وابرزهم. وقد أقامت العديد من الحفلات بولندا، إسرائيل، المجر، رومانيا، وروسيا.

### فترة سوس مى فيدا
وقد لعبت ناتاليا أوريرو دور البطولة في مسلسل سوس مى فيدا مع فاكوندو أرانا، الذي كان يعرض من خلال 13 قناة بالأرجنتين كل يوم من أيام الاسبوع مساء. وانتهى المسلسل بالحلقة 231 في 8 يناير 2007.وقد نشر هذا المسلسل في أكثر من 40 دولة على رأسهم (باراغوى، الأوروغواي، فنزويلا، الإكوادور، بولندا، رومانيا، روسيا، إسرائيل، إسبانيا، المجر).وقد رفع هذا المسلسل بسبب أربحاه بدءا من الجزء الأربعين بتركيا، وقد حصلت ناتاليا من خلاله على العديد من الجوائز مثل (مسلسل العام، أفضل ممثلة كوميدية) وذلك في بريز بوجلر سبكتليز، وجوائز مارتن فييرو التي نظمتها جمعية الصحفيين، والراديو والتلفزيون الأرجنتينى. وقد وصل التصنيف العام لهذا المسلسل للمرتبة 26.9.

### جريبونس وأوريرو
واعتبارا من عام 2001 أصبحت عضو في منظمة السلام الأخضر في الأرجنتين، ونظمت وشاركت في العديد من الحملات كمتطوعة فيما يخص الأفلام الترويجية. وفي السنوات السابقة بسبب تغيير المناخ فقد لفت انتباها اضرار البيئة في الاعلانات الترويجية للمنظمة،  وفي 19 مايو 2007 استمرت في دعمها للعديد من الحملات الكبيرة المضادة لهذه الأضرار.

### أعمالها الأخرى
وفي عام 2002 فقد لعبت دور فتاة هاربة في مسلسل تلفزيونى مع بابلو راجو. وقد قيم هذا المسلسل في الحلقة الأخيرة بالأرجنتين الي المستوى العشرين. وفي عام 2003 لعبت دور البطولة مع العديد من الممثلين ذوى الخبرة مثل نورما أليوناردو، ليوناردو سبراجيلا وذلك في فيلم كليوباترا إخراج ادواردو مغنون. وقد قدمت ناتاليا ما يقرب من 30 حفلة في الكثير من الدول خاصة شرق أوروبا، وروسيا عام 2003.ووصل حضور بعض المستمعين في هذه الحفلات الي 12 ألف مستمع. وفي عام 2004 مثلت دور البطولة في سلسلة مسلسلات ديسيو، ولكنها لم تنجح في الأعمال الأخرى. ووصل هذا المسلسل في أول اسبوع له لتصنيف 27.1 ، ولكنه لم يحالفه النجاح في الأجزاء الأخرى، وبدأ مؤشر المسلسل في الهبوط.
وفي عام 2006 فقد لعبت دور في فيلم لا بلا  في مدينة روساريو بالأرجنتين عندما كانت تمثل في مسلسل سوس ميل فيدا.وفي عام 2007 ظهرت كضيف شرف في مسلسل الأطفال باتيا فيو.
وقد تحقق أول عمل مسرحى لها من خلال شركة دورى ميديا وهي ذو اصل اسرائيلى في عام 2008، وانتشرت بعد ذلك على شبكات الانترنت ، وظهر ذلك بالتزامن مع لوسيانو كاسترو.

## ألبوماتها
المقال الرئيسى: السيرة الذاتية لناتاليا أوريرو:
1998: ناتاليا أوريرو
2000: تو فيونو
2002: تورمالينا

## أعمالها التمثيلية

### أفلامها السينمائية
2011: مى بودا الدورى
2011:الطفولة المفقودة
2010:ملكة جمال تاكواريمبو
2009: فرانسيا
2009: موسيقى أون اسبيرا
2006: لا أفخم
2006: لاس فايدس بوسبلس
2005: لا غيرا دى لوس جيمنسوس
2003: كليوباترا
1998: الأرجنتينى أون نيويورك

### المسلسلات التلفزيونية
2012: لينش
2008: أماندا
2006:ملاك الحب
2006: فان ايقاع التانجو
2005: بوتنيس
2004: ديسيو
2002:الفتاة الهاربة
1998:البرية الجميلة
1997: ملاك الحب
1994: كورازون انكونستبال

## الجوائز والترشيحات

### السينماوالتلفزيون
| العام | عملها             | الجائزة                         | التصنيف                                      | النتيجة   |
| ----- | ----------------- | ------------------------------- | -------------------------------------------- | --------- |
| 1998  | البرية الجميلة    | بريمو مارتن فييرو               | أفضل ممثلة دراما                             | تم ترشيحه |
| 1999  | البرية الجميلة    | بريمو مارتن فييرو               | أفضل ممثلة دراما                             | تم ترشيحه |
| 2000  | البرية الجميلة    | الذهب أوتو (جمهورية التشيك)     | أفضل لاعبة بالأوبرا والمسرح                  | ربحت      |
| 2000  | البرية الجميلة    | أوتو (بولندا)                   | أفضل لاعبة بالأوبرا والمسرح                  | ربحت      |
| 2000  | البرية الجميلة    | جوائز القصة (المجر)             | أفضل نجمة أجنبية                             | ربحت      |
| 2003  | الفتاة الهاربة    | بريمو مارتن فييرو               | أفضل ممثلة مسرحية كوميدية في برامج التلفزيون | رشحت      |
| 2003  | الفتاة الهاربة    | جائزة أنت                       | ممثلة العام                                  | رشحت      |
| 2007  | ملاك الحب         | بريمو مارتن فييرو               | أفضل ممثلة مسرحية كوميدية في برامج التلفزيون | ربحت      |
| 2007  | لا بيلا           | مهرجان تاندى السينما الأرجنتينى | أفضل ممثلة مسرحية                            | ربحت      |
| 2008  | ملاك الحب         | بريمو مارتن فييرو               | أفضل ممثلة مسرحية كوميدية في برامج التلفزيون | رشحت      |
| 2009  | اماندا أو         | بريمو مارتن فييرو               | أفضل ممثلة مسرحية كوميدية في برامج التلفزيون | رشحت      |
| 2009  | لاس فيداس بوسبلس  | سلفر كوندور                     | أفضل ممثل مساعد                              | رشحت      |
| 2009  | موسيقى أون اسبيرا | تاتو توما (بوليفيا)             | أفضل ممثلة مسرحية                            | ربحت      |
| مثال  | موسيقى أون اسبيرا | جوائز الجنوب                    | أفضل ممثلة مسرحية                            | رشحت      |

### الموسيقى
| العام | العمل    | الجائزة                         | التصنيف              | النتيجة |
| ----- | -------- | ------------------------------- | -------------------- | ------- |
| 2001  | تو فيونو | جوائز جرامى الاتينية            | أفضل أمراة غنت البوب | رشحت    |
| 2001  | تو فيونو | جوائز ام تى في بأمريكا الاتينية | أفضل أمراة غنت البوب | رشحت    |
| 2001  | تو فيونو | مهرجان فينيا ديل مار            | ملكة فينيا ديل مار   | ربحت    |

## وصلات خارجية
- الموقع الرسمي
- ناتاليا أوريرو على موقع IMDb (الإنجليزية)
- ناتاليا أوريرو على موقع ألو سيني (الفرنسية)
- ناتاليا أوريرو على موقع ميوزك برينز (الإنجليزية)
- ناتاليا أوريرو على موقع تيرنر كلاسيك موفيز (الإنجليزية)
- ناتاليا أوريرو على موقع أول موفي (الإنجليزية)
- ناتاليا أوريرو على موقع قاعدة بيانات الأفلام السويدية (السويدية)
- ناتاليا أوريرو على موقع أول ميوزيك (الإنجليزية)
- ناتاليا أوريرو على موقع ديسكوغز (الإنجليزية)
- ناتاليا أوريرو على موقع قاعدة بيانات الفيلم (الإنجليزية)
- ناتاليا أوريرو على موقع كينوبويسك (الروسية)
- Natalia Oreiro التسجيلات من ديسكاغز.كوم
- European website
- Russian website